# Назалли Рокка ди Корнелиано, Марио
Марио Назалли Рокка ди Корнелиано (итал. Mario Nasalli Rocca di Corneliano; 12 августа 1903, Пьяченца, королевство Италия — 9 ноября 1988, Рим, Италия) — итальянский куриальный кардинал, племянник кардинала Джованни Баттиста Назалли Рокка ди Корнелиано. Префект Дома Его Святейшества и префект Апостольского дворца с 29 октября 1958 по 9 апреля 1969. Титулярный архиепископ Анцио с 11 по 20 апреля 1969. Кардинал-дьякон с титулярной диаконией Сан-Джованни-Баттиста-Деколлато с 28 апреля 1969 по 30 июня 1979. Кардинал-священник с титулом церкви pro illa vice Сан-Джованни-Баттиста-Деколлато с 30 июня 1979.

## Награды
- Большой крест ордена «За заслуги перед Итальянской Республикой» (7 мая 1963 года)[1].
- Великий офицер ордена «За заслуги перед Итальянской Республикой» (12 января 1953 года)[2].